# Egzaptacja
Egzaptacja – w ewolucjonizmie cecha zaadaptowana do pełnienia nowej funkcji.
Adaptacja oznacza w biologii ewolucyjnej cechę zwiększającą dostosowanie organizmu.
Już Charles Darwin zauważył, że rozdzielanie się linii ewolucyjnych ma związek z tworzeniem się innych adaptacji. Nowe cechy pojawiają się na skutek mutacji, muszą być odziedziczalne, by podlegać ewolucji. Okazuje się, że adaptacje mogą nie tworzyć się od zera, ale powstawać z innych adaptacji.
Wszystko zaczyna się od posiadanej już przez organizm cechy, nazywanej preadaptacją, która zaczyna pełnić nową funkcję – zostaje do niej kooptowana. Ponieważ zwiększa dostosowanie, utrwala się. Taką preadaptację nazywa się właśnie egzaptacją.
Termin ten wprowadzony został w publikacji Stephena Jaya Goulda i Elisabeth Vrby w pracy Exaptation—a missing term in the science of form pod tytułem opublikowanej w 1982 w czasopiśmie Paleobiology.